# Agedrup Sogn

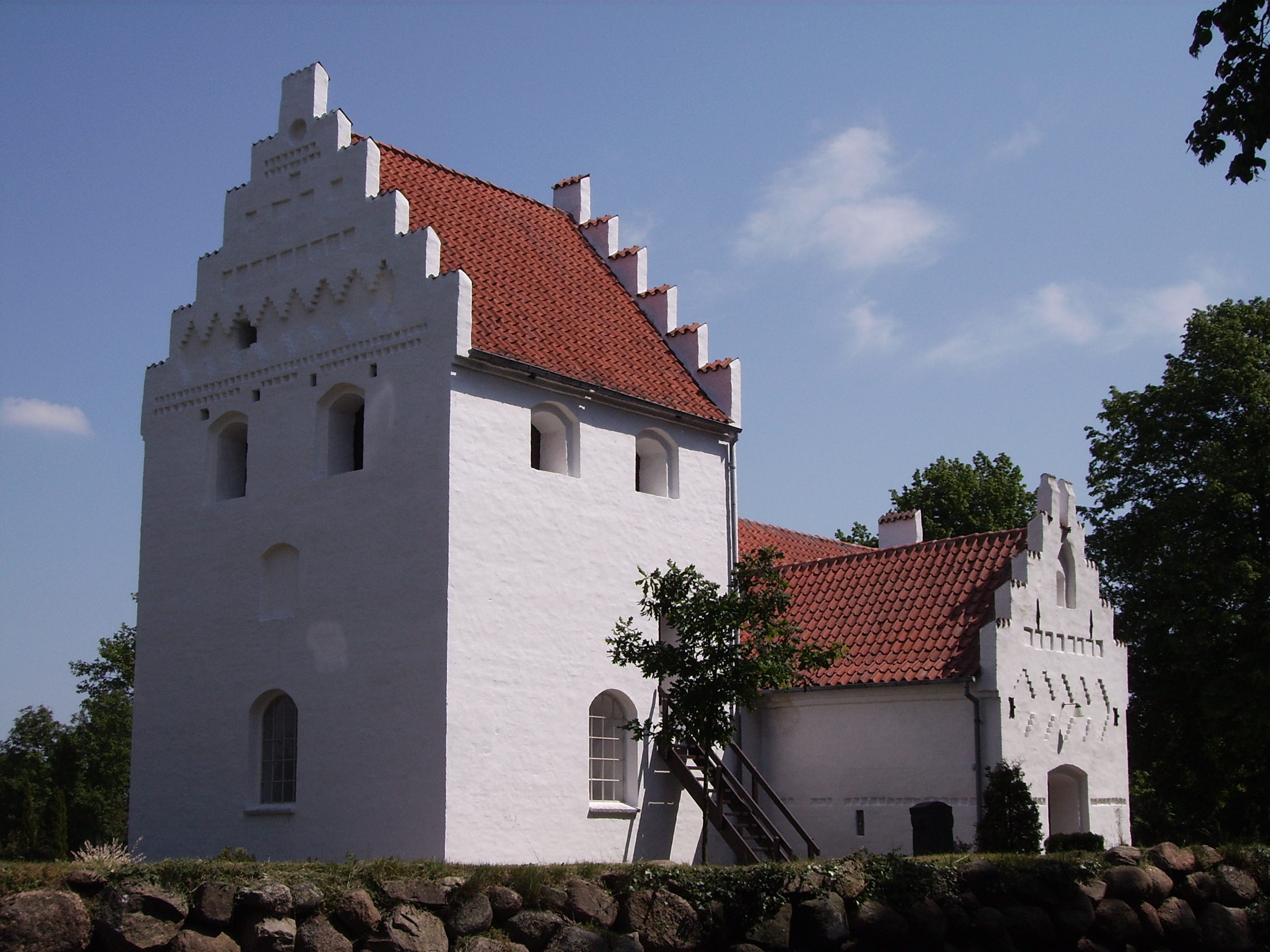
Agedrup Kirke

Agedrup Sogn ist eine Kirchspielsgemeinde (dänisch Sogn) auf der Insel Fyn (deutsch Fünen) im südlichen Dänemark. Bis 1970 gehörte sie zur Harde Bjerge Herred im damaligen Odense Amt, danach zur Odense Kommune im Fyns Amt, die im Zuge der  Kommunalreform zum 1. Januar 2007 Teil der Region Syddanmark geworden ist.
Im Kirchspiel leben 3172 Einwohner (Stand: 1. Januar 2023). Im Kirchspiel liegt die Kirche „Agedrup Kirke“.
Nachbargemeinden sind im Westen Seden Sogn und im Südwesten Åsum Sogn, ferner in der benachbarten Kerteminde Kommune im Süden Marslev Sogn und im Osten Munkebo Sogn.